# Xanthorhoe klossi
Xanthorhoe klossi là một loài bướm đêm trong họ Geometridae.